# Aliaga (kommun i Spanien, Aragonien)
Aliaga är en kommun i Spanien.   Den ligger i provinsen Provincia de Teruel och regionen Aragonien, i den östra delen av landet, 260 km öster om huvudstaden Madrid. Antalet invånare är 366. Arean är 194 kvadratkilometer. Aliaga gränsar till Camarillas, Cañizar del Olivar, Castel de Cabra, Ejulve, Hinojosa de Jarque, Jarque de la Val, Miravete de la Sierra, Palomar de Arroyos, Villarluengo, Villarroya de los Pinares och La Zoma. 
Terrängen i Aliaga är huvudsakligen lite kuperad.